# Marlene Schönberger
Marlene Schönberger (nascida a 6 de dezembro de 1990) é uma política alemã. Schönberger tornou-se membro do Bundestag nas eleições federais alemãs de 2021. Ela é afiliada ao partido Aliança 90/Os Verdes.